# 29 septembre
29 août 29 octobre
Chronologies thématiques
- Croisades
- Ferroviaires
- Sports
- Disney
- Anarchisme
- Catholicisme

Abréviations / Voir aussi
- (° 1852) = né en 1852
- († 1885) = mort en 1885
- a.s. = calendrier julien
- n.s. = calendrier grégorien
- Calendrier
- Calendrier perpétuel
- Liste de calendriers
- Naissances du jour

Pour les articles homonymes, voir Vingt-Neuf-Septembre.
Le 29 septembre est le 272e jour de l'année du calendrier grégorien, 273e lorsqu'elle est bissextile (il en reste ensuite 93).
C'était généralement l'équivalent du 8 vendémiaire du calendrier républicain français, officiellement dénommé jour de l'amarant(h)e.

## Événements

### Vesiècleav. J.-C.
- 480 av. J.-C. : victoire navale grecque athénienne sur les Perses lors d'une bataille à Salamine (quant à cette date précise,[réf. souhaitée][2]).

### XIVesiècle
- 1364 : bataille d'Auray (guerre de Succession de Bretagne), victoire des Anglo-Bretons de Jean IV de Bretagne, sur les Franco-Bretons.
- 1399 : abdication de Richard II d'Angleterre au profit de son cousin Henri IV.

### XVIesiècle
- 1513 : le conquistador espagnol Vasco Núñez de Balboa atteint le premier l'océan Pacifique, après avoir franchi (à pied) l'isthme de Panama (en quatre jours).
- 1555 : paix d'Augsbourg, entre les États luthériens et les États catholiques allemands.
- 1567 : début de la Michelade de Nîmes.

### XVIIesiècle
- 1642 : rattachement de Sedan à la France.
- 1668 : début de la construction de la Citadelle de Besançon (Besançon alors possession de la Couronne d'Espagne).

### XVIIIesiècle
- 1793 : la Convention vote la Loi du maximum général.

### XIXesiècle
- 1818 : ouverture du congrès d'Aix-la-Chapelle, qui aboutit au troisième traité d'Aix-la-Chapelle.
- 1833 : mort du roi Ferdinand VII d'Espagne, entraînant une guerre civile entre carlistes et partisans d’Isabelle II d'Espagne.
- 1895 : les Français occupent Tananarive, sur la grande île de Madagascar.

### XXesiècle
- 1918 : 
  - Les cavaliers spahis et chasseurs d'Afrique français capturent Uskub en Albanie, actant la défaite des armées germano-bulgares dans les Balkans.
  - En acceptant les termes de l'Armistice de Thessalonique, la Bulgarie, vaincue, met un terme à sa participation à la Première Guerre mondiale.
  - Conférence de Spa. Le gouvernement du Reich, poussé par les Dioscures, est obligé d'ouvrir des pourparlers de paix avec les Alliés.
- 1923 : entrée en vigueur du mandat britannique sur la Palestine.
- 1924 : Plutarco Elías Calles succède à Álvaro Obregón, et est proclamé président de la République du Mexique.
- 1936 : en Espagne, la Junta de Defensa Nacional nomme le général Franco chef du gouvernement et commandant des forces armées, dans le camp nationaliste.
- 1938 : accords de Munich, réunissant les démocrates britannique Chamberlain et français Daladier, chez les dictateurs italien Mussolini et allemand Hitler. Les démocraties cèdent aux exigences de l'Allemagne, qui souhaite l'annexion de la Tchécoslovaquie.
- 1941 : massacre de Babi Yar (jusqu’au 30 septembre 1941). Les Einsatzgruppen tuent par balles près de 34 000 Juifs, dans un bois du centre de l’Ukraine.
- 1950 : résolution n°87, du Conseil de sécurité des Nations unies, relative à la plainte pour invasion armée de Taïwan.
- 1954 : création du Centre européen de recherches nucléaires (CERN).
- 1961 : retrait de la Syrie de la République arabe unie.
- 1962 : investiture d'Ahmed Benbella à la présidence de l'Assemblée nationale d'Algérie.
- 1972 : établissement des premières relations diplomatiques entre la Chine et le Japon, après 35 ans de guerre froide[3].
- 1991 : coup d'État militaire en Haïti[4].

### XXIesiècle
- 2019 : en Autriche, des élections législatives anticipées ont lieu, afin de renouveler pour cinq ans les 183 députés du Conseil national, et le Nouveau parti populaire mené par Sebastian Kurz arrive en tête du scrutin[5].
- 2020 : au Koweït, le Cheikh Nawaf al-Ahmad al-Jabir al-Sabah devient émir, à la suite du décès de Sabah al-Ahmad al-Jabir al-Sabah[6].
- 2024 :
  - en Autriche, le FPÖ remporte les élections législatives[7].
  - 7e jours des bombardements israéliens au Liban qui font état de 105 morts et 359 blessés de plus[8].

## Arts, culture et religion
- 440 : sacre du pape Léon Ier.
- 855 : sacre du pape Benoît III.
- 1837 : en France, le ministre de l'Intérieur, le comte de Montalivet, institue la commission des monuments historiques.
- 1964 : première apparition de Mafalda, héroïne de bande dessinée de Quino[9].
- 1969 : la quatorzième symphonie de Dmitri Chostakovitch est créée à Leningrad, sous la direction de Rudolf Barchaï.

## Sciences et techniques
- 2004 : 
  - l'astéroïde géocroiseur (4179) Toutatis s'approche de la Terre, à une distance de 1,5 million de kilomètres.
  - l'avion expérimental SpaceShipOne vole dans l'espace à plus de 100 km d'altitude, remportant ainsi l'Ansari X Prize.

## Économie et société
- 1973 : combat de boxe Boutier-Carlos Monzon pour un titre mondial à Roland-Garros, organisé par Alain Delon en présence de ses confrères acteurs Gabin et Belmondo, combat perdu de nouveau par Jean-Claude Boutier[10].
- 2001 : arrêt de la publication du journal Syracuse Herald-Journal.
- 2006 : catastrophe aérienne au Brésil, le vol 1907 de la compagnie Gol s'écrase en Amazonie.
- 2009 : séisme aux Samoa.
- 2013 : massacre de Gujba.
- 2023 : au Pakistan, un attentat-suicide lors d'une procession religieuse provoque la mort de 52 personnes[11].
- 2024 : dissipation de l'ouragan Helene qui après avoir parcouru Cuba, Honduras, les Îles Caïmans puis les États-Unis recense un bilan humain provisoire de 162 morts pour l'ensemble des États-Unis [12]

## Naissances

### IIesiècleav. J.-C.
- -106 : Pompée, homme d'État romain († 28 septembre 48 av. J.-C.).

### XVIesiècle
- 1511 : Miguel Servet de Villanueva de Aragón, théologien calviniste espagnol († 27 octobre 1553).
- 1518 : Le Tintoret (Jacopo Robusti dit), peintre italien († 31 mai 1594).
- 1547 : Miguel de Cervantes, écrivain espagnol († 23 avril 1616).
- 1571 : Le Caravage (Michelangelo Merisi da Caravaggio dit), peintre italien († 18 juillet 1610).

### XVIIesiècle
- 1683 : Elizabeth Elstob, femme de lettres britannique († 30 mai 1756).
- 1699 : Jakob Carpov, philosophe allemand († 9 juin 1768).

### XVIIIesiècle
- 1703 : François Boucher, peintre français († 30 mai 1770).
- 1758 : Horatio Nelson, amiral britannique († 21 octobre 1805).
- 1765 : Karl Ludwig Harding, astronome allemand († 31 août 1834).

### XIXesiècle
- 1803 : Charles Sturm, mathématicien français († 15 décembre 1855).
- 1816 : 
  - Paul Féval, écrivain français († 8 mars 1887).
  - Alfred Le Poittevin, poète français († 3 avril 1848).
- 1820 : Henri d'Artois, duc de Bordeaux puis comte de Chambord († 24 août 1883).
- 1832 : Joachim Oppenheim, rabbin († 27 avril 1891).
- 1864 : Paul Mahler, peintre français († 1923).
- 1879 : Marius Jacob, anarchiste illégaliste français († 28 août 1954).
- 1893 : « Varelito » (Manuel Varé García dit), matador espagnol († 13 mai 1922).
- 1894 : Ernesto Ambrosini, athlète de demi-fond et de steeple italien († 4 novembre 1951).
- 1897 : Émile Parys, syndicaliste et homme politique belge († 7 octobre 1956).
- 1898 : Trofim Lyssenko (Трофим Денисович Лысенко), ingénieur agronome soviétique († 20 novembre 1976).
- 1899 : László Biró (László József Biró ou Ladislao José Biro), inventeur du stylo à bille († 24 octobre 1985).

### XXesiècle
- 1901 :
  - Enrico Fermi, physicien italien, prix Nobel de physique en 1938 († 28 novembre 1954).
  - Lanza del Vasto, homme de lettres et militant de la non-violence italien († 5 janvier 1981).
- 1902 : Mikel Koliqi, cardinal albanais († 28 janvier 1997).
- 1903 : 
  - Miguel Alemán Valdés, homme politique mexicain, président du Mexique de 1946 à 1952 († 14 mai 1983).
  - Otto von Porat, boxeur norvégien, champion olympique poids lourd († 14 octobre 1982).
- 1904 : Greer Garson (Eileen Evelyn Garson dite), actrice anglaise († 6 avril 1996).
- 1905 : 
  - Attilio Bernasconi, footballeur argentin puis français († 18 avril 1971).
  - Fidel LaBarba, boxeur américain, champion olympique et du monde († 2 octobre 1981).
- 1906 : Charles Wolcott, compositeur américain († 26 janvier 1987).
- 1907 : Gene Autry, chanteur de musique country américain († 2 octobre 1998).
- 1908 : Eddie Tolan, athlète américain, champion olympique sur 100 et 200 m en 1932 († 31 janvier 1967).
- 1910 :
  - Virginia Bruce, actrice américaine († 24 février 1982).
  - Aldo Donati, footballeur italien co-vainqueur de la Coupe du monde de football de 1938 († 3 novembre 1984).
- 1912 : Michelangelo Antonioni, réalisateur et scénariste italien († 30 juillet 2007).
- 1913 :
  - Trevor Howard (Trevor Wallace Howard-Smith dit), acteur britannique († 7 janvier 1988).
  - Stanley Kramer, réalisateur et producteur américain († 19 février 2001).
  - Silvio Piola, footballeur italien († 4 octobre 1996).
- 1915 :
  - Brenda Marshall, actrice américaine († 30 juillet 1992).
  - Michel Payen, footballeur français († 20 février 2002).
- 1919 : Masao Takemoto (竹本正男), gymnaste japonais († 2 février 2007).
- 1920 : 
  - Ernest Krings, magistrat belge († 1er juillet 2017).
  - Peter Mitchell, chimiste britannique, prix Nobel de chimie en 1978 († 10 avril 1992).
- 1922 : 
  - Jacques Borker, artiste peintre et l'un des premiers designers français de tapis d'art.
  - Lizabeth Scott, actrice américaine († 31 janvier 2015).
- 1924 : Jacques Grangette, pilote d’essais français († 6 avril 2006).
- 1925 : 
  - Steve Forrest, acteur américain († 18 mai 2013).
  - Viviane Forrester (Viviane Dreyfus dite), femme de lettres, essayiste, romancière et critique littéraire française lauréate de prix († 30 avril 2013).
  - Robert Knudson, ingénieur du son américain († 21 janvier 2006).
- 1927 : Adhemar da Silva, athlète brésilien, spécialiste du triple saut († 12 janvier 2001).
- 1928 : Martin Turnovsky, chef d'orchestre tchèque († 19 mai 2021).
- 1931 :
  - James Watson Cronin, physicien américain, prix Nobel de physique en 1980 († 25 août 2016).
  - Anita Ekberg, actrice suédoise († 11 janvier 2015).
- 1932 : Robert Benton, scénariste, réalisateur et acteur américain.
- 1935 :
  - Mylène Demongeot, actrice française.
  - Jerry Lee Lewis, chanteur et pianiste américain. († 28 octobre 2022).
- 1936 : Silvio Berlusconi, homme d'affaires et homme politique italien plusieurs fois président du Conseil des ministres. († 12 juin 2023).
- 1937 : Jean-Pierre Elkabbach, journaliste et homme de télévision français.
- 1938 : Willem « Wim » Kok, homme d'État néerlandais, premier ministre des Pays-Bas de 1994 à 2002 († 20 octobre 2018).
- 1939 : Lawrence Lavon « Larry » Linville, acteur américain († 10 avril 2000).
- 1941 : Jean-Loup Demigneux, journaliste de télévision français.
- 1942 :
  - Felice Gimondi, cycliste sur route italien († 16 août 2019).
  - Madeline Kahn, actrice américaine († 3 décembre 1999).
  - Ian McShane, acteur, producteur et réalisateur britannique.
  - Jean-Luc Ponty, violoniste et compositeur de jazz français.
  - Yves Rénier, acteur, scénariste, doubleur et réalisateur français († 24 avril 2021).
- 1943 :
  - Michel Folco, écrivain français.
  - Luis Carlos Galán, journaliste et homme politique colombien, ministre de l’Éducation nationale de 1970 à 1972 († 18 août 1989).
  - Wolfgang Overath, footballeur allemand.
  - Lech Wałęsa, meneur syndical et homme politique polonais, prix Nobel de la paix en 1983, président de la Pologne de 1990 à 1995.
- 1944 :
  - Marina Hedman, actrice italo-suédoise.
  - Mike Post (Leland Michael Postil dit), producteur, compositeur, chef d'orchestre et arrangeur américain.
- 1945 : Nadezhda Chizhova, athlète soviétique, championne olympique du lancer du poids.
- 1946 : Wayne Wells, lutteur américain, champion olympique.
- 1947 : Hubert Gagnon, acteur québécois.
- 1948 : Viktor Krovopuskov, escrimeur soviétique, quadruple champion olympique.
- 1949 : Nicole Martin, chanteuse et productrice québécoise († 19 février 2019).
- 1950 : Kenneth Edward « Ken » Macha, joueur de baseball américain.
- 1951 : 
  - Michelle Bachelet, pédiatre et femme politique chilienne, deux fois présidente du Chili, Haut-Commissaire des Nations unies aux Droits de l'Homme depuis 2018.
  - Maureen Caird, athlète australienne, championne olympique sur 80 m haies.
- 1952 : 
  - Roy Campbell, Jr., musicien, compositeur et trompettiste américain († 9 janvier 2014).
  - Patrícia Gabancho i Ghielmetti, journaliste et écrivain espagnole d'expression catalane († 28 novembre 2017).
  - Yuri Lobanov, céiste soviétique, champion olympique († 1er mai 2017).
  - Monika Zehrt, athlète représentant la RDA, spécialiste du 400 m.
- 1953 :
  - Warren Cromartie, joueur de baseball professionnel américain.
  - Jean-Claude Lauzon, cinéaste canadien († 10 août 1997).
- 1955 : 
  - Angelo Arcidiacono, escrimeur italien, champion olympique († 26 février 2007).
  - Ann Bancroft, enseignante et exploratrice polaire américaine.
- 1956 :
  - Sebastian Coe, athlète et homme politique britannique.
  - James Donald Halsell Jr., astronaute américain.
  - Piet Raymakers, cavalier néerlandais, champion olympique.
- 1958 : Pete Fromm, écrivain américain.
- 1959 : 
  - Philippe Caroit, acteur français.
  - Jon Fosse, écrivain norvégien.
- 1960 : André Markowicz, traducteur et poète français.
- 1961 : Thomas Edward « Tom » Sizemore Jr., acteur américain.
- 1962 : Néstor Clausen, footballeur puis entraîneur argentin.
- 1963 :
  - David John « Dave » Andreychuk, hockeyeur professionnel canadien.
  - Leslie Edward « Les » Claypool, bassiste américain du groupe Primus.
- 1965 : 
  - Andrea Zorzi, volleyeur italien.
  - Grigori Kirienko, escrimeur russe, double champion olympique.
- 1966 : Laurent Chambertin, joueur de volley-ball français.
- 1967 : Éva Dónusz, kayakiste hongroise, championne olympique.
- 1969 : Cho Youn-jeong, archère sud-coréenne, double championne olympique.
- 1970 :
  - Jawad Ahmad, chanteur et musicien pop pakistanais.
  - Natasha Gregson Wagner, actrice américaine.
  - Inoran (Kiyonobu Inoue / 井上 清信 dit), guitariste japonais.
  - Emily Lloyd, actrice britannique.
- 1974 : Alexis Cruz, acteur américain.
- 1976 :
  - Andriy Shevchenko (Андрі́й Шевче́нко), footballeur ukrainien.
  - Grégory Tafforeau, footballeur français.
- 1979 : 
  - Zaruhi Batoyan, femme politique arménienne.
  - Martin Jágr, joueur de rugby tchèque.
- 1980 :
  - Dallas Green, chanteur canadien du groupe Alexisonfire.
  - Zachary Levi, acteur, réalisateur, producteur de cinéma et chanteur américain.
  - Chrissy Metz, actrice américaine.
- 1981 : Matthieu Sprick, cycliste sur route français.
- 1984 : Per Mertesacker, footballeur allemand.
- 1985 : DaShaun Wood, basketteur américain.
- 1986 :
  - Jerome Jordan, basketteur jamaïcain.
  - Benoît Pouliot, hockeyeur professionnel canadien.
- 1987 : Darington Hobson, basketteur américain.
- 1988 :
  - Kevin Durant, basketteur américain.
  - Justin Nozuka, chanteur et compositeur canadien.
  - Armonie Sanders, actrice française.
- 1989 : 
  - Adore Delano (Daniel Anthony Noriega dit), drag queen américaine.
  - Yevhen Konoplyanka (Євген Олегович Коноплянка), footballeur ukrainien.
- 1991 : Luka Babić, basketteur croate.
- 1993 : Anthony Pérez, basketteur vénézuélien.
- 1994 : Halsey (Ashley Nicolette Frangipane dite), chanteuse et compositrice américaine.
- 1995 : 
  - Tara Hetharia, actrice, doubleuse, danseuse et chanteuse néerlandaise.
  - Sasha Lane, actrice américaine.
  - Mathias Lessort, basketteur français.

## Décès

### Iersiècle
- 29 : Livie (en latin Livia Drusilla), impératrice romaine (° 30 janvier 59 av. J.-C. ou 58 av. J.-C.).

### IXesiècle
- 855 : Lothaire Ier, empereur d'Occident de 840 à 855 (° 795).

### XIVesiècle
- 1364 : Charles de Blois, duc de Bretagne de 1341 à 1364 (° 1319).

### XVesiècle
- 1494 : Ange Politien (Angelo Ambrogini dit), humaniste italien, l'une des grandes figures de la Renaissance (° 14 juillet 1454).

### XVIIesiècle
- 1642 : René Goupil, missionnaire jésuite français, et premier martyr catholique en Amérique du Nord, l'un des 8 martyrs canadiens (° 15 mai 1608).

### XIXesiècle
- 1839 : Friedrich Mohs, physicien allemand (° 29 janvier 1773).
- 1851 : Paul-Thérèse-David d'Astros, cardinal français (° 15 octobre 1772).
- 1881 : Jean-Adolphe Cérémonie, sculpteur français (° 3 janvier 1830).
- 1886 : Hippolyte Rimbaut, dramaturge français (° 29 février 1808).

### XXesiècle
- 1902 : Émile Zola, écrivain et journaliste français (° 2 avril 1840).
- 1913 : Rudolf Diesel, ingénieur allemand (° 18 mars 1858).
- 1914 : Jean Bouin, coureur de fond français (° 21 décembre 1888).
- 1925 : Léon Bourgeois, homme politique français, président du Conseil des ministres de 1895 à 1896, de la Chambre des députés de 1902 à 1904 et du Sénat de 1920 à 1923, également plusieurs fois ministre (° 29 mai 1851).
- 1926 : Stanislas-Arthur-Xavier Touchet, cardinal français (° 13 novembre 1848).
- 1927 : Willem Einthoven, physiologiste néerlandais, prix Nobel de physiologie ou médecine en 1924 (° 21 mai 1860).
- 1936 : Alphonse-Charles de Bourbon, prince français (° 12 septembre 1849).
- 1951 : Ganpat, écrivain britannique (° 23 février 1886).
- 1967 : Carson McCullers, écrivain américain (° 19 février 1917).
- 1969 : Alice Field (Alice Fille dite), actrice française (° 6 septembre 1903).
- 1970 : Edward Everett Horton, acteur américain (° 18 mars 1886).
- 1973 : 
  - Wystan Hugh « W.H. » Auden, poète et critique britannique (° 21 février 1907).
  - Nurullah Esat Sümer, homme politique turc (° 1899).
- 1975 : Charles Dillon « Casey » Stengel, joueur et gérant de baseball américain (° 30 juillet 1890).
- 1980 : Hélène Dieudonné, actrice française (° 24 décembre 1887).
- 1981 : Josep Maria Corredor i Pomés, écrivain et traducteur catalan (° 3 juin 1912).
- 1987 : Henry Ford II, industriel américain (° 4 septembre 1917).
- 1989 : 
  - Jean-Louis Tixier-Vignancour, avocat et homme politique nationaliste français (° 12 octobre 1907).
  - Georges Ulmer, auteur-compositeur et interprète français d’origine danoise (° 16 février 1919).
- 1992 :
  - Jean Aurenche, scénariste français (° 11 septembre 1903).
  - Hanna Saba, diplomate et juriste égyptien (° 23 juillet 1909).
- 1993 : Gordon Douglas, réalisateur, acteur, scénariste et producteur américain (° 15 décembre 1907).
- 1994 : Cheb Hasni / الشاب حسني (Hasni Chakroun dit), chanteur de raï algérien (° 1er février 1968).
- 1995 : Khaled Kelkal, terroriste algérien (° 28 avril 1971).
- 1996 : Claire Bonenfant, militante féministe québécoise (° 27 juin 1925).
- 1997 : Roy Lichtenstein, peintre américain (° 27 octobre 1923).
- 1999 : 
  - Gustavo Leigh, militaire chilien, général en chef des forces aériennes du Chili (° 19 septembre 1920).
  - Jean-Louis Millette, acteur québécois (° 4 janvier 1935).

### XXIesiècle
- 2001 : 
  - Gloria Foster, actrice américaine (° 15 novembre 1933).
  - Nguyễn Văn Thiệu, militaire et homme politique vietnamien, président de la République du Viêt Nam de 1965 à 1975 (° 5 avril 1923).
- 2004 :
  - Jean Blanc, homme politique français (° 11 septembre 1920).
  - Heinz Wallberg, chef d'orchestre allemand (° 16 mars 1923).
- 2005 : Guennadi Sarafanov (Геннадий Васильевич Сарафанов), cosmonaute soviétique (° 1er janvier 1942).
- 2006 : Louis-Albert Vachon, cardinal canadien (° 4 février 1912).
- 2007 : Lois Maxwell, actrice américaine (° 14 février 1927).
- 2009 : Micheline Beauchemin, artiste multidisciplinaire, tapissière et peintre-lissière québécoise (° 24 octobre 1929).
- 2010 : 
  - Georges Charpak, physicien français, prix Nobel de physique en 1992 (° 8 mars 1924).
  - Tony Curtis (Bernard Schwartz dit), acteur et producteur américain (° 3 juin 1925).
  - Alain Dhénaut, réalisateur, producteur et scénariste français (° 7 février 1942).
- 2011 :
  - Hella S. Haasse, écrivaine néerlandaise (° 2 février 1918).
  - Tatiana Lioznova, réalisatrice et scénariste soviétique puis russe (° 20 juillet 1924).
  - Vera Popkova, athlète de sprint soviétique puis russe (° 28 avril 1971).
- 2012 : Arthur Ochs Sulzberger, éditeur et homme d'affaires américain (° 5 février 1926).
- 2013 :
  - S. N. Goenka, professeur de méditation Vipassana birman (° 30 janvier 1924).
  - Bob Kurland, basketteur américain (° 23 décembre 1924).
  - Robert Leeson, écrivain de livres pour la jeunesse britannique (° 31 mars 1928).
  - Roy Peterson, dessinateur caricaturiste de presse canadien (° 14 septembre 1936).
  - Toyoko Yamasaki, romancière japonaise (° 3 novembre 1924).
- 2014 : 
  - André Blanchard, écrivain français (° 2 février 1951).
  - Miguel Boyer, homme politique et entrepreneur espagnol (° 5 février 1939).
  - Yves Marchesseau, animateur de télévision français et interprète du personnage « La Boule » dans le jeu télévisé Fort Boyard (° 12 mai 1952).
- 2016 :
  - Miriam Defensor Santiago, femme politique philippine (° 15 juin 1945).
  - Joni Madraiwiwi, avocat et homme d’État fidjien, vice-président de 2004 à 2006 (° 1957).
- 2018 :
  - Otis Rush, guitariste et chanteur de blues américain (° 29 avril 1935).
  - Richard A. Searfoss, astronaute américain (° 5 juin 1956).
- 2019 : Éliane Gauthier, comédienne française, interprète de "Julie" du kiosque à bonbons de L'Île aux enfants (° 20 mars 1937).
- 2020 : Morris « Mac » Davis, chanteur, guitariste, compositeur et acteur américain (° 21 janvier 1942).
- 2021 : 
  - Alexandre José Maria dos Santos, cardinal mozambicain, archevêque émérite de Maputo (° 18 mars 1924).
  - Hayko, Bronius Vaidutis Kutavičius, Olivier Libaux, Glyn Moses, Christophe Moukouéké, Heiko Salzwedel, Ivan Tasovac, Michael Tylo.
  - François Vérove, policier français identifié post-mortem comme le violeur et tueur en série d'abord surnommé Le grêlé (° 22 janvier 1962).
- 2022 : 
  - Gilles Boisvert, hockeyeur sur glace canadien (° 15 février 1933).
  - Réjean Bonenfant, écrivain canadien (° 21 décembre 1945).
  - Kathleen Booth, informaticienne britannique (° 9 juillet 1922).
  - Andrée Ferretti, militante indépendantiste et écrivaine canadienne (° 6 février 1935).
  - Akissi Kouamé, médecin militaire ivoirienne (° 1er janvier 1955).
  - Gilles Loiselle, administrateur, diplomate, fonctionnaire principal, journaliste et homme politique canadien (° 20 mai 1929).
  - Paul Veyne, historien français (° 13 juin 1930).
- 2023 :
  - Roy Boudreau, enseignant et homme politique canadien (° 24 octobre 1946).
  - Michel Crouzet, universitaire français (° 7 janvier 1928).
  - Tirso Duarte, chanteur, compositeur, pianiste et arrangeur musical cubain (° 12 avril 1978).
  - Dianne Feinstein, femme politique américaine (° 22 juin 1933).
  - Jean Galle, basketteur puis entraîneur français (° 17 mars 1936).
  - Joyce Grable, catcheuse américaine (° 9 novembre 1952).
  - Anne Kahane, artiste, sculptrice, graveuse et enseignante canadienne (° 1er mars 1924).
  - Kurt Schumacher, joueur de foot U.S. américain (° 26 décembre 1952).
- 2024 :
  - Doumbi Fakoly, écrivain malien (° 1er janvier 1944).
  - Richard S. Hamilton, mathématicien et professeur d'université américaine (° 10 janvier 1943).
  - Victor Perahia, survivant de la Shoah et témoin français (° 4 avril 1933).
  - Rohan de Saram, violoncelliste britannique (° 9 mars 1939).
  - Jean Yernaux, architecte et urbaniste belge (° 24 juillet 1930).

## Célébrations

### Internationale
- Organisation mondiale de la santé : journée mondiale du cœur[13].
- Journée internationale de sensibilisation aux pertes et gaspillages de nourriture[14]

### Nationales
- Argentine : día del inventor ou « journée des inventeurs » à l'occasion de l'anniversaire de la naissance en 1899 de l'inventeur du stylo à bille László Biró.
- États-Unis : Journées des vétérans des Guerres Etrangères[15]
- Ossétie du Sud (Géorgie) : fête nationale.

### Régionale
- Fête des Normands en Normandie (France) : Saint Michel étant le saint patron des Normands, et le Mont-Saint-Michel étant situé dans une grande baie normando-bretonne entre presqu'île du Cotentin et Massif armoricain, administrativement en Normandie et symbole en logotype de l'actuel département de la Manche, le 29 septembre a été adopté comme date du jour du peuple normand de France et de la Normandie[16].

### Religieuses
- Journée de Confucius[17]

### Saints des Églises chrétiennes

#### Saints catholiques et orthodoxes
Saints du jour, :
- Alaric († 973), prêtre et ermite ;
- Bouin († 570), ascète ;
- Cyriaque († 556), anachorète en Palestine.
- Eutychès († ?), évêque et martyr ;
- Fraterne († 451), évêque d'Auxerre ;
- Rhipsimé et Gaïenne d'Arménie (IVe siècle), martyrs ;
- l'archange Gabriel, dans la théologie judéo-chrétienne ;
- Gudélie († v. 340), martyre perse ;
- Litwin († v. 717), évêque de Trèves ;
- l'archange Michel dans la théologie judéo-chrétienne ;
- l'archange Raphaël dans la théologie judéo-chrétienne ;
- Théodote († v. 318), martyre de Thrace.

#### Saints et bienheureux catholiques
- Antonio Arribas Hortigüela et six compagnons († 1936), prêtres et religieux espagnols bienheureux, martyrs lors de la guerre civile espagnole.
- Charles de Blois († 1364), Duc de Bretagne, bienheureux.
- Darius Hernandez Morato († 1936), bienheureux prêtre jésuite, martyr de la guerre civile espagnole.
- Francisco Castelló Aleu († 1936), bienheureux laïc, martyr de la guerre civile espagnole.
- Jacques Mestre Iborra († 1936), bienheureux religieux capucin, martyr de la guerre civile espagnole.
- Jan de Dukla († 1484), Prêtre franciscain conventuel polonais.
- Jean de Gand († 1419), connu sous le nom d'ermite de Saint Claude, bienheureux ermite.
- Jean de Montmirail († 1217), bienheureux noble ayant choisi la solitude.
- Lazare de Kyoto († 1637), bienheureux laïc japonais martyr.
- Luigi Monza († 1954), bienheureux prêtre italien et fondateur de congrégation.
- Maurice de Carnoët († 1191), Abbé en Bretagne.
- Nicolas de Forca († 1449), bienheureux prêtre italien.
- Paul Bori Puig († 1936), bienheureux prêtre jésuite, martyr de la guerre civile espagnole.
- Richard Rolle († 1349), ermite et mystique bienheureux anglais.
- Vincent Sales Genoves († 1936), bienheureux prêtre jésuite, martyr de la guerre civile espagnole.

#### Saints orthodoxes
- Cyprien d'Oustioug († 1276), moine.

### Prénoms du jour
Michel ;
- ses formes féminines : Michèle et Michelle ;
- et leurs variantes : Michaël, Michael (épicène), Mike, Michaela, Michaella, Michao, Michau, Michelet, Michelin, Micheline, Miche-Miche, Micheou, Michette, Michou, Mikael, Mikaël, Mikaela, Mikaël(l)a, Mikaella, Mick, Mickael, Mickaela, Mickaella, Mickey, Mickie, Micky, Michou, Mischka, Mishka, Michka, Mihai, Mihaï, Mihaïl, Mihaïla, Mihaïlla, Michelangelo, Michelangela, Michel-Ange, Michel-Angelo, Michel-Angela, Miguel, Michele, Mikel, Mikkel, Miquel, Mitch, Mitchell, etc.

Et aussi  :
- Alaric ;
- Charlez et ses variantes autant bretonnes comme Charleza ;
- Gabriel, Gabriel(l)o, Djibril, Jibril, et leurs formes féminines : Gabriela, Gabrièle, Gabriella, Gabrielle, Gabi(e), Gaby ;
- Gaïa et sa variante Gaïane ;
- Raphaël et ses variantes orthographiques voire diminutifs : Raf, Rafaël, Rafa, Rapha ; et les féminines : Rafaela, Rafaella, Raphaela, Raphaëla, Raphaella, Raphaëlla, etc.

## Traditions et superstitions
- Le beau temps prévalant certaines années lors de la saint-Michel, ce jour est alors souvent surnommé l'« été de la saint-Michel », et même l'été indien comme globalement entre saint-Maurille des 13 septembre et saint-Martin des 11 novembre, etc.
- Les fêtes de la saint-Michel marquaient en Occident une date à laquelle les fermiers et les métayers payaient leurs redevances après leurs récoltes. C’est donc la date traditionnelle d'expiration des baux ruraux d’où l'expression :
- « À la saint-Michel tout le monde déménage. » [et d'où l'existence de multiples foires Saint-Michel héritières des braderies associées à ces déménagements]

### Autres dictons du jour
- « À la saint-Raphaël, la chaleur monte au ciel. »[20]
- « Entre saint-Michel et saint-François [4 octobre], prends ta vendange telle qu'elle est ; à saint-Denis [9 octobre], prends-la si elle y est encore. »[21]
- « Les beaux jours de fin septembre sont l'été de Saint Micheou. » (dicton du Vivarais dans le sud-est de la France)[20]
- « Les hirondelles à saint-Michel, l'hiver s'en vient après Noël. »[22]
- « Pluie de saint-Michel sans orage, d'un hiver doux est le présage. »[23]
- « Si les hirondelles voient la saint-Michel, l'hiver n'arrive qu'à Noël. »[24]

Voir encore ici d'autres dictons relatifs à : Saint Michel.

### Astrologie
- Signe du zodiaque : septième jour du signe astrologique de la Balance.

## Toponymie
- Plusieurs voies, places, sites ou édifices de pays ou provinces francophones contiennent la date du jour dans leur nom sous diverses graphies possibles : voir Vingt-Neuf-Septembre.